# Dominion (Star Trek)

Ikat'ika, un soldat Jem'Hadar al Dominionului

În universul fictiv Star Trek, Dominionul este un imperiu militar creat de Fondatori și compus din mai multe rase extraterestre diferite aflate în Cuadrantul Gamma. A apărut prima dată și a acționat ca unul dintre antagoniștii principali în serialul de televiziune american Star Trek: Deep Space Nine.
Dominionul a ocupat un număr mare de planete și i-a inclus pe locuitorii acestora în diferite ranguri militare și civile ale imperiului, printre care: 
- Jem'Hadar - trupe militare de șoc
- Vorta - servesc de obicei ca diplomați sau ca ofițeri însărcinați cu gestionarea unităților Jem'Hadar. Această funcție este oarecum similar cu cea a ofițerilor politici
- Hunters - servesc ca navigatori și căutători
- Skrreea